# Josef Schmidhuber (Chorleiter)

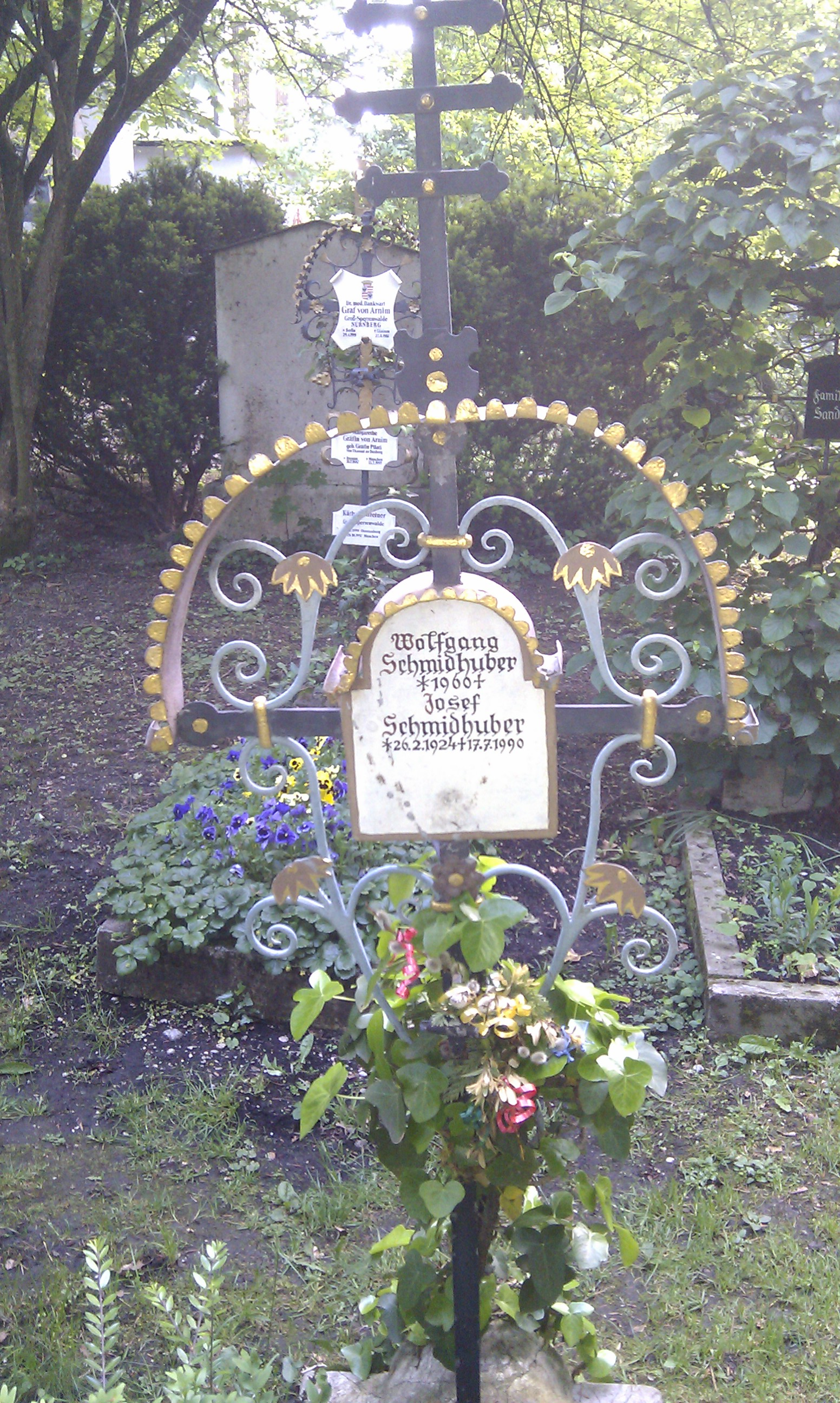
Seine Grabstätte auf dem Winthirfriedhof

Josef Schmidhuber (* 26. Februar 1924 in Schönharting; † 17. Juli 1990 in München) war ein deutscher Chorleiter, Organist, Dirigent und Musikpädagoge.
Schmidhuber hatte zusammen mit Heinz Mende von 1969 bis 1981 die künstlerische Leitung des Chors des Bayerischen Rundfunks.
Sein Leichnam wurde auf dem Winthirfriedhof beigesetzt.